# Lenae Williams
Lenae Williams, née le 14 juillet 1979 est une joueuse américaine de basket-ball. 

## Biographie
Elle évolue au club de l'USO Mondeville de 2007 à 2011. Elle termine meilleure marqueuse de Ligue féminine de basket en 2009-2010. Elle se distingue par la qualité de son shoot à 3 points.
Draftée en 2002 au second tour, elle ne joue qu'une saison en WNBA. Elle effectue la pré-saison 2010 avec le Mercury de Phoenix, mais n'est pas conservée.

## Clubs
- 1998-2002: Université DePaul(NCAA)
- 2002: Shock  de Détroit (WNBA)
- 2002-2003: ASD Vicenza (Italie)
- 2003-2004: A.S. Ramat-Hasharon (Israël)
- 2004-2006: Kastoria (Grèce)
- 2006-2007: MBK Ružomberok (Slovaquie)
- 2007-2011: USO Mondeville
- 2011-2012 :  Nantes-Rezé Basket 44
- 2012-2014 :  Villeneuve-d'Ascq

## Palmarès
- Vainqueur du Challenge Round en 2009